# Крос (насеље)
Крос (фр. Crosses) насеље је и општина у централној Француској у региону Центар (регион), у департману Шер која припада префектури Бурж.
По подацима из 2011. године у општини је живело 340 становника, а густина насељености је износила 12,84 становника/km². Општина се простире на површини од 26,49 km². Налази се на средњој надморској висини од 150 метара (максималној 179 m, а минималној 142 m).

## Демографија
| 1962. | 1968. | 1975. | 1982. | 1990. | 1999. | 2011. |
| ----- | ----- | ----- | ----- | ----- | ----- | ----- |
| 266   | 279   | 240   | 247   | 299   | 304   | 340   |

График промене броја становника у току последњих година